# Pilotrichum procerum
Pilotrichum procerum är en bladmossart som beskrevs av Mitten 1869. Pilotrichum procerum ingår i släktet Pilotrichum och familjen Daltoniaceae. Inga underarter finns listade i Catalogue of Life.